# Газиев, Рагим Гасан оглы
Рагим Гасан оглы Газиев (азерб. Rəhim Həsən oğlu Qazıyev; род. 17 февраля 1943, Нуха) — азербайджанский политический деятель, министр обороны Азербайджана (1992—1993), активист Народного фронта Азербайджана. Участник Первой карабахской войны.

## Биография

### Ранняя карьера
Рагим Газиев родился в 1943 году в Шеки. Окончил Бакинский инженерно-строительный институт и защитил кандидатскую диссертацию по математике и физике. С 1968 по 1990 годы преподавал в том же университете. В 1988 году Газиев стал одним из основателей и пятнадцати первых членов Народного фронта Азербайджана. Он стал известен своими националистическими взглядами и яростной поддержкой Абульфаза Эльчибея. Был арестован летом 1990 года как организатор антисоветских беспорядков, привёдших к вводу войск в Баку и содержался в Лефортовской тюрьме в Москве. Спустя несколько дней был освобождён, в результате избрания в Верховный Совет Азербайджанской ССР, хотя уголовное дело против Газиева ещё не было закрыто.

### Министр обороны
На момент прихода Газиева на должность министра обороны, страна находилась в состоянии войны с армянскими вооружёнными формированиями в Нагорном Карабахе. 17 марта исполняющий обязанности президента республики Якуб Мамедов назначил Газиева, который не имел профессиональной военной подготовки, министром обороны Азербайджана. Два месяца спустя азербайджанская армия вынуждена была оставить Лачын и Шушу. В ответ Газиев приказал войскам идти в наступление в северном направлении. В ходе летнего наступления под контроль Азербайджана вернулся Мардакерт, а азербайджанские войска стояли в селе Ванклу в 12 км от Степанакерта. Известный в 1980-х гг. своими антироссийскими настроениями, Газиев стал склоняться к партнёрству с Россией. В конце 1992 — начале 1993 года азербайджанские войска были вытеснены из Мардакертского района, после чего Кельбаджарский район оказался в полублокадном положении. Лояльный Гейдару Алиеву Народный фронт, который находился у власти с июня 1992 года опубликовал заявление, в котором обвинил Рагима Газиева, а также полковника Сурета Гусейнова в измене и преднамеренной сдаче Шуши с целью восстановления Муталибова в качестве президента и в предательстве в угоду геополитическим интересам России. В феврале 1993 года Рагим Газиев подал в отставку с поста министра обороны.
С приходом к власти Гейдара Алиева в июне 1993 года Рагима Газиева избрали в Милли меджлис Азербайджана и предложили должность вице-премьера по оборонной промышленности. Зная, что в стране ещё нет оборонной промышленности (она была создана лишь в 2005 году), Газиев во время парламентской сессии назвал Алиева лжецом. В интервью, которое он дал в 1996 году, Рагим Газиев утверждал, что у него была договорённость с Гейдаром Алиевым, по которой он был бы назначен заместителем премьер-министра в ходе прихода Алиева к власти, но был предан по причине регионалистских взглядов Алиева, раздававшего высшие должности уроженцам Нахичевани.

### Тюрьма
В конце 1993 года по обвинению в государственной измене и сдачи Шуши Рагим Газиев был задержан, но ему удалось в сентябре 1994 года бежать из СИЗО Министерства национальной безопасности республики в Москву. Там он заявил о своей поддержке Аяза Муталибова. В Баку военной коллегией Верховного суда Азербайджана Рагим Газиев был признан виновным по предъявленным ему обвинениям и заочно приговорён к расстрелу. Приговор по делу Рагима Газиева гласит:
Судебная коллегия считает, что действия Рагима Газиева, выразившиеся в том, что он, начиная с 10 февраля 1992 года и вплоть до захвата Лачинского и Шушинского районов армянскими вооружёнными формированиями, умышленно не выполнял законы, уставы, указы и распоряжения Президента Республики, приказы Верховного Главнокомандующего Вооружёнными Силами и Министра Обороны, в результате чего Азербайджанской Республике был нанесён существенный вред, повлёкший тяжкие последствия, подпадают под признаки ст.255 УК Азерб. Республики.
Расхищение Р.Газиевым, путём злоупотребления служебным положением 25 миллионов рублей и $ 500 000 образуют состав преступления, предусмотренного ст.88-1 УК.
Приобретение, хранение и передача своим телохранителям Р.Байрамову и Н. Курбанову оружия в условиях режима чрезвычайного положения в г. Баку образует состав преступления, предусмотренного ст.220.2 УК Азерб. Республики.
При назначении наказания Рагиму Газиеву судебная коллегия принимает во внимание, что им последовательно совершён ряд преступлений, повлёкших тяжкие последствия, что в соответствии со ст. 37 УК АР признаётся отягчающим вину обстоятельством. Кроме того, судебная коллегия учитывает особую опасность его преступных действий, направленных против суверенитета государства, территориальной целостности Азербайджанской Республики, повлёкших гибель многих людей, причинение увечий, нарушению прав сотен тысяч людей, вынужденно покинувших места постоянного проживания, потрясших экономику республики. В связи с этим судебная коллегия приходит к выводу о том, что исправление и перевоспитание Рагима Газиева невозможно, а его личность представляет крайне повышенную опасность для общества, и признаёт необходимым назначить ему по ст. 255 п. «в» исключительную меру наказания — смертную казнь.
16 апреля 1996 года Генеральная прокуратура России приняла решение об экстрадиции экс-министра обороны в Баку, где смертный приговор в 1998 году ему заменили на пожизненное заключение. По настоянию ПАСЕ Рагим Газиев был помилован и освобождён в марте 2005 года. После своего освобождения Газиев опубликовал несколько статей в попытке реабилитировать себя в глазах общественности, но они не вызвали интереса у публики.
Газиев попытался обжаловать свой арест и приговор в Европейском суде по правам человека (жалоба № 2758/05). Признанная в феврале 2007 года частично приемлемой, жалоба впоследствии была в июле 2009 года отклонена как неприемлемая ввиду не исчерпания средств защиты на национальном уровне.